# باشگاه فوتبال ریور پلاته آروبا
ریور پلاته آروبا که همچنین به عنوان ریور پلاته، یا به سادگی ریور نیز شناخته می‌شود، یک باشگاه فوتبال آروبایی است که در مادیکی، اورنجستاد واقع شده است. این تیم در ۱ فوریه ۱۹۵۳ تاسیس شد. آنها در حال حاضر در دسته اول آروبا بازی می‌کنند.

## دستاوردها
- مسابقات قهرمانی ملی: ۲ قهرمانی
- دسته اول آروبا: ۱ قهرمانی